# Crypsithyris fissella
Crypsithyris fissella är en fjärilsart som beskrevs av Walker 1863. Crypsithyris fissella ingår i släktet Crypsithyris och familjen äkta malar.
Artens utbredningsområde är Sri Lanka. Inga underarter finns listade i Catalogue of Life.